# 錢弘倧
吳越忠遜王錢弘倧（928年—971年），字隆道，五代十国時期吳越國王。

## 生平
錢弘倧為文穆王錢元瓘第七子，母鲁国夫人鄜氏，忠献王錢弘佐之弟，同母兄孝献世子钱弘僔。诞生时，其父梦人献黄金一箧，故幼名万金。
起家内衙指挥使、检校司空。后晋开运元年（944年）冬十一月，出为东府安抚使，累授检校太尉，寻拜丞相。後漢天福十二年（遼國會同十年，947年），錢弘佐去世，子尚年幼，因此在遗诏中命弟錢弘倧繼立。天福十二年六月丙寅，即王位于杭州吴越王宫天册堂。當時遼太宗耶律德光滅後晉，佔據中原，於是錢弘倧向其稱臣；不久遼軍退去，復對後漢稱臣，奉其正朔。
先前忠献王錢弘佐在位時，諸將驕橫，雖然擅權者旋遭誅殺，然而對下屬還是頗為寬大；而錢弘倧個性嚴厲堅定，等到繼位後，急欲改變這種情形，因此極力抑制將領。即位后不久在碧波亭检阅水師，內牙統軍使胡进思进谏说颁赏太厚，钱弘倧怒，掷笔于水中。胡进思因害怕被剷除，遂先發制人。
後漢天福十二年十二月三十日（948年2月12日），錢弘倧在王宫中夜宴诸将。胡进思怀疑錢弘倧将谋害自己，于是率内牙亲兵戎服入宫，發動政變。錢弘倧被軟禁于义和院，胡進思假传钱弘倧命令，称钱弘倧中风，并迎錢弘倧之異母弟錢弘俶于私第，将其策立为王。錢弘俶曾说：“若全吾兄，乃敢承命，不然当避贤路。”胡進思同意了，但水丘昭券和其舅、进侍鄜光铉一同被杀。
其弟钱弘俶即位后，迁钱弘倧于太祖錢鏐故里衣锦軍，派匡武都头薛温保护，并嘱咐薛温：「自己没有杀兄的意思，一旦傳來类似的命令，必须拚死拒绝。」胡进思屡次请求钱弘俶杀钱弘倧，钱弘俶都拒绝，胡进思又假传王命要薛温杀钱弘倧，薛温也拒绝；胡进思自己派刺客方安等二人持兵器翻墙去杀钱弘倧，钱弘倧发现后闭门呼救，薛温率军赶来在庭院击杀方安二人。雖然胡進思不久後即病逝，但钱弘倧還是繼續被軟禁。
後周廣順元年（951年），錢弘俶把錢弘倧遷至東府越州（今浙江紹興），並為其興築宮室，以东府官物为供给。在西寝殿后的卧龙山为钱弘倧开辟花园，遍植花木。遇良辰美景，钱弘倧穿道士服，拥妓乐，旦暮登山赏景。每年元夜张灯于山谷，用油数千斤；七夕在山顶以绫罗结为彩楼，钱弘倧登山击鼓，声达于外，官吏报之，钱弘俶都不追究。以後每年逢年過節時的贈禮都非常豐厚。
北宋建立后，吴越国臣服北宋，为宋之先祖趙弘殷避讳，钱弘倧改名钱倧。宋太祖開寶年間，錢倧因病去世，享年四十四歲。赠諡忠遜王（一作諡讓王），“以王礼葬会稽秦望山之原”。

## 家庭

### 子女

#### 子
1. 錢昆
2. 錢易
3. 钱惟治，被钱弘俶养为子